# 肺水腫
肺水肿（pulmonary edema）俗称“肺積水”，是由各种原因引起肺泡腔内含有水肿液的临床综合征，其发病机制是因肺脏内血管、淋巴管与组织之间液体交换功能紊乱所致的肺含水量增加，肺间质和肺泡内均有液体聚集。
肺水肿的临床表现为呼吸困难、发绀、咳嗽、咳白色或粉红色泡沫痰，两肺散在湿啰音，X线表现为两肺蝶形片状模糊阴影，是临床急症之一。常发生在充血性心力衰竭时，如心脏瓣膜疾病左心衰竭导致肺充血、水肿，或由肺泡间隔血管的直接损伤所致。
肺水肿會导致氣體交換出現障碍，并可能引發呼吸衰竭。引發肺水肿的原因有兩種，一種稱為心源性肺水肿，是由于心脏左心室充盈压升高，使得血浆从肺毛细血管渗出到肺间质和肺泡，從而引起肺水腫，另一種稱為非心源性肺水肿，肺部中的薄壁组织或肺血管出現损伤，也會產生肺水腫。